# Black Creek (Carolina del Nord)
Black Creek és una població dels Estats Units a l'estat de Carolina del Nord. Segons el cens del 2000 tenia 714 habitants.

## Demografia
Segons el cens del 2000, Black Creek tenia 714 habitants, 279 habitatges i 210 famílies. La densitat de població era de 411,5 habitants per km².
Dels 279 habitatges en un 38% hi vivien nens de menys de 18 anys, en un 53% hi vivien parelles casades, en un 17,2% dones solteres, i en un 24,4% no eren unitats familiars. En el 21,5% dels habitatges hi vivien persones soles el 6,1% de les quals corresponia a persones de 65 anys o més que vivien soles. El nombre mitjà de persones vivint en cada habitatge era de 2,54 i el nombre mitjà de persones que vivien en cada família era de 2,91.
Per edats la població es repartia de la següent manera: un 26,9% tenia menys de 18 anys, un 9,8% entre 18 i 24, un 32,1% entre 25 i 44, un 22,1% de 45 a 60 i un 9,1% 65 anys o més.
L'edat mediana era de 34 anys. Per cada 100 dones de 18 o més anys hi havia 89,1 homes.
La renda mediana per habitatge era de 30.368 $ i la renda mediana per família de 32.857 $. Els homes tenien una renda mediana de 27.679 $ mentre que les dones 20.909 $. La renda per capita de la població era de 13.661 $. Entorn del 17,4% de les famílies i el 16,9% de la població estaven per davall del llindar de pobresa.

## Poblacions més properes
El següent diagrama mostra les poblacions més properes.